# Rapporteur spécial sur les substances toxiques et les droits de l'homme
 (juillet 2023).
Le mandat du Rapporteur spécial des Nations unies sur les substances toxiques et les droits de l'homme a été établi en 1995 par la Commission des droits de l'homme des Nations unies.

## Arrière-plan
En 1995, la Commission des droits de l'homme a établi le mandat d'examiner les implications sur les droits de l'homme de l'exposition à des substances dangereuses et à des déchets toxiques. Cela comprenait les implications de tendances telles que le trafic illicite et le rejet de produits toxiques et dangereux lors d'activités militaires, de guerres et de conflits, de démolition de navires. Les autres domaines inclus dans le mandat sont les déchets médicaux, les industries extractives (en particulier le pétrole, le gaz et les mines), les conditions de travail dans les secteurs manufacturier et agricole, les produits de consommation, les émissions environnementales de substances dangereuses de toutes les sources et l'élimination des déchets .
En 2011, le Conseil des droits de l'homme des Nations unies a affirmé que les substances et déchets dangereux pouvaient constituer une menace sérieuse pour la pleine jouissance des droits de l'homme. Il a élargi le mandat pour inclure l'ensemble du cycle de vie des produits dangereux, de la fabrication à l'élimination finale. C'est ce qu'on appelle l'approche du berceau à la tombe. L'accélération rapide de la production chimique suggère qu'il est probable qu'il s'agisse d'une menace croissante, en particulier pour les droits humains des segments les plus vulnérables de la société.
L'ONU affirme que les États sont tenus par le droit international des droits de l'homme de prendre des mesures actives pour prévenir l'exposition des individus et des communautés aux substances toxiques. Les membres vulnérables de la société sont souvent considérés comme les plus touchés. Ils comprennent les personnes vivant dans la pauvreté, les travailleurs, les enfants, les groupes minoritaires, les peuples autochtones, les migrants, entre autres groupes vulnérables ou sensibles, avec des impacts fortement sexospécifiques.

## Expert indépendant
Le Rapporteur spécial est nommé par le Conseil des droits de l'homme des Nations unies. L'expert nommé est tenu par le Conseil des droits de l'homme d'examiner et de faire rapport aux États membres sur les initiatives prises pour promouvoir et protéger les droits de l'homme impliqués par la mauvaise gestion des substances et déchets dangereux.

### Sélection de sujets sur lesquels le Rapporteur spécial a rendu compte
- En mars 2022,droits de l'homme a soumis une soumission au rapport du Rapporteur spécial concernant le mercure, l'extraction artisanale et à petite échelle de l'or. Le mercure est utilisé dans l'exploitation minière pour extraire l'or du minerai. Le mercure, qui est particulièrement nocif pour les enfants, attaque le système nerveux central et peut causer des lésions cérébrales et la mort. Les travaux miniers sont souvent effectués par des enfants travailleurs qui ont peu ou pas d'informations sur les risques du mercure[2].

- 2021 - Bilan : Les étapes du cycle du plastique et leurs impacts sur les droits humains.

Le rapport met en lumière les implications sur les droits humains des additifs toxiques dans les plastiques et les étapes du cycle de vie du plastique, y compris les droits des femmes, des enfants, des travailleurs et des peuples autochtones. Des produits chimiques toxiques sont couramment ajoutés aux plastiques, ce qui entraîne de graves risques pour les droits de l'homme et l'environnement. Le Rapporteur spécial formule des recommandations visant à remédier aux conséquences négatives des plastiques sur les droits de l'homme.
- 2015 - Rapport : Droit à l'information sur les substances et déchets dangereux.

Dans ce rapport, le Rapporteur spécial clarifie la portée du droit à l'information tout au long du cycle de vie des substances et déchets dangereux, identifie les défis qui sont apparus dans la réalisation de ce droit et décrit les solutions potentielles à ces problèmes. Les obligations des États et les responsabilités des entreprises en ce qui concerne la mise en œuvre du droit à l'information sur les substances et déchets dangereux sont discutées.

### Expert indépendant actuel
- Dr Marcos A. Orellana, 2020-actuel [1]

### Anciens experts indépendants
- Mr. Baskut Tuncak (Turkey/US), 2014–2020
- Mr. Marc Pallemaerts (Belgium), 2012–2014
- Mr. Calin Georgescu (Romania), 2010–2012
- Mr. Okechukwu Ibeanu (Nigeria), 2004–2010
- Ms. Fatma Zohra Ouhachi-Vesely (Algeria), 1995–2004[1]

## références
1. 1 2 3 4 5 6  (en) « About the mandate », sur OHCHR (consulté le 4 juillet 2023)
2. ↑  « Submission to the Special Rapporteur on Toxics and Human Rights », Human Rights Watch (consulté le 9 mai 2022)
3. ↑  « New UN Human Rights Report on Toxic Plastics », Health Environment Justice, 17 septembre 2021 (consulté le 9 mai 2022)
4. ↑  « Report of the Special Rapporteur on the implications for human rights of the environmentally sound management and disposal of hazardous substances and wastes, Marcos Orellana », United Nations (consulté le 9 mai 2022)
5. ↑  « Thematic Reports », Baskut Tuncak (consulté le 9 mai 2022)